# Fajac-la-Relenque

Fajac-la-Relenque este o comună în departamentul Aude din sudul Franței. În 1 ianuarie 2022 avea o populație de 51 de locuitori.